# Zastava Izraela
Zastava Izraela je eden od uradnih simbolov države Izrael. Zastava je sestavljena iz modre Davidove zvezde na belem polju med vodoravnima modrima črtama. Osnovna oblika spominja na tradicionalno judovsko molilno ruto Talit, Davidova zvezda pa je od konca 19. stoletja simbol sionizma.
- Predsedniška zastava
- Trgovska zastava
- Pomorska zastava
- Letalska zastava